# 메타
메타(영어: meta-, 그리스어: μετά→ "뒤", "넘어서", "와 함께", "접하여", "스스로")는 영어의 접두사로, 다른 개념으로부터의 추상화를 가리키며 후자를 완성하거나 추가하는 데에 쓰인다. 인식론에서 접두사 meta는 "~에 대해서"라는 뜻으로 쓰인다. 이를테면 메타데이터는 데이터에 대한 데이터이다. 메타메모리는 심리학에서 무언가를 회고할 때 이를 기억하거나 기억하지 아니하는 데 대한 개인의 지식을 뜻한다.

## 같이 보기
- 특수:접두어찾기/Meta
- 특수:접두어찾기/메타
- 메타윤리학
- 메타존재론
- 메타언어
- 메타이론
- 메타수학
- 메타논리학
- 메타지식
- 메타감정